# Базилика Божией Матери Гваделупской
Базилика Святой Марии Гваделупской (исп. Basílica de Santa María de Guadalupe) — малая базилика римско-католической церкви, посвящённая Деве Марии Гваделупской, расположенная у подножия холма Тепеяк в районе Густаво А. Мадеро в Мехико. Относится к Архиепархии Мехико, викариат Гваделупы, который с 4 ноября 2018 года находится под опекой монсеньора Эфраина Эрнандеса Диаса, который является генеральным и епископским викарием Гваделупы и настоятелем базилики.
Ежегодно около двадцати миллионов паломников посещают это святилище, из них около девяти миллионов — в дни, предшествующие 12 декабря, когда отмечается праздник Богоматери Гваделупской. Ежегодно базилику Санта-Мария-де-Гваделупа посещают как минимум в два раза больше людей, чем самые известные святыни Девы Марии.

## История
Базилика Девы Марии Гваделупской стоит на месте языческого храма ацтекской богини Тонацин.
В начале 20-х годов XX века в храме был организован теракт — взорвалась бомба, подложенная в одну из ваз с цветами, стоявшую рядом с иконой. Погибло два человека, тяжелое металлическое распятие было искорёжено и отлетело в сторону. Это распятие сегодня хранится под стеклом в память о серьёзных разрушениях в храме. Несмотря на то, что эпицентр взрыва находился под иконой, она не пострадала.
Фундамент базилики, построенной в XVIII веке, со временем сильно просел и её надолго закрыли. В 1976 году рядом построили новую базилику на 20 тысяч человек.